# 阿特勞
阿特勞（羅馬化：Atyrau，直译：「三角洲」，發音：[ɑtəˈrɑw] ⓘ）是哈薩克斯坦阿特勞州首府，位於歐洲和亞洲的界河烏拉爾河流入裡海的河口上（阿拉木图以西2700公里，阿斯特拉罕以東350公里）。2018年人口215,000。主要居民。
建於1645年，原名下雅茨克堡（俄语：Нижний Яицкий городок）。1708至1992年稱為古里耶夫（羅馬化：Guryev）。這裡被認為是埃及馬木留克蘇丹國蘇丹拜巴爾一世的故鄉。
現時阿特勞是一帶一路計劃在哈薩克國內最西的發展地區。

## 友好城市
- 阿克套
- 烏拉爾
- 阿克托比
- 俄羅斯阿斯特拉罕
- 俄羅斯瑟克特夫卡爾
- 以色列阿什杜德
- 英国阿伯丁